# Sjanky
Sjanky (Oekraïens: Сянки, Pools: Sianki) is een dorp in Oekraïne, in rajon Sambir, oblast Lviv, aan de grens met Polen.

## Geschiedenis
Gedurende 966 - 1018, 1340 - 1772 en 1918 - 1939 maakte Sjanky deel uit van Polen. Van 1772 tot 1918 behoorde het dorp tot het keizerrijk Oostenrijk en Oostenrijk-Hongarije. Op 17 september 1939 werd Sjanky onderdeel van de Sovjet-Unie. Sinds het uiteenvallen van van de Sovjet-Unie in 1991 maakt het deel uit van Oekraïne.

## Infrastructuur
Het dorp heeft een treinstation. De trein van Kiev naar Tsjop stopt in Sjanky. Station Sjanky is het eindpunt van zowel de regionale trein Lviv - Sjanky als de trein Oezjhorod - Sjanky.